# Bad Copy
 (транскр.  Бед копи) српска је хипхоп група из Београда основана 1996.
Групу су 1996. основали Владан Аксентијевић и Милан Шапоња, док је Рашид Куртановић био гостујући уметник на првом албуму. Њих тројица су се током деведесетих доста дружили, а назив групе потиче од тога што су на првом албуму Орбод мебеј песме певане преко оригиналних матрица репера из САД, чиме су правили лошу копију оригинала. Аксентијевић је на првом албуму користио име Ајс Нига Дез, Шапоња је био Мики Бој, а Куртановић Ол форти. Након трагичне смрти Мики Боја током служења војног рока и бомбардовања СРЈ 1999, група престаје са радом.
Ајс и Тимбе су наставили да се друже, а на једној журци су упознали Ђорђа Миљеновића, који је имао сопствену хипхоп групу Јумба департмент у којој је био познат као Скајвокер. Ајс му је дао име Скај Виклер под којим је он ушао у групу, и које је наставио да користи и у соло каријери. За Bassivity су требали да сниме албум 2002, међутим сарадња је пропала, а те песме су завршиле на интернету, тако да им је званични први албум био Све сами хедови снимљен 2003. На том албуму је и Аксентијевић променио уметничко име у Ајс Нигрутин.
После првог албума су Скај Виклер и Тимбе снимили соло албуме, а 2006. је снимљен други албум групе - Најгори до сада. Две године након тога су Нигрутин и Виклер наступили у другом VIP издању Великог Брата, након чега се група убрзо распала после наступа на Егзиту од 10. јула 2008.
Током 2013. се група поново спојила, и снимили су албум Кригле. У оквиру групе нису снимане нове песме до 2019, када је избачен Празан диско. У међувремену су изашле још две песме, а постоје гласине да снимају и четврти албум, међутим још увек нема назнака о томе да ли су те три избачене песме део албума, или ће остати синглови.

## Историја

### Оснивање групе и први албум
Ајс Нигрутин, Мики Бој и Тимбе су се као млади доста дружили. Мики и Тимбе су ишли и у исту основну школу, али нису били у истом одељењу. Ајсов отац је при једном повратку из САД донео грамофон са плочама, која је много заинтересовала његовог сина, који је тада желео да постане DJ. Њих тројица су се углавном састајали код Ајсове куће, пошто су му родитељи били доста толерантни, и тамо су између осталог снимали разне демо песме. Мики и Ајс су снимили и неке песме на VHS касети, да би са прекинули даљи рад пошто је Ајс морао да одслужи војни рок. По Тимбетовим речима, Ајс је доста "хватао кривине" током служења војске, коју је служио у Београду, па су се и Тимбе и Мики често сретали са њим и дружили. Мики се чешће од Тимбета налазио са Ајсом током тог периода.
Негде после одслуженог војног рока су 1996. Ајс и Мики одлучили да сниме први албум. Као уметничко име, Владан Аксентијевић је одабрао Ајс Нига Дез, а Милан Шапоња је одабрао Мики Бој, а албум су назвали Орбод мебеј, што је уназад од Јебем добро.  Песме са тог албума су певане преко матрица страних реп песама, па су зато њих двојица и дали назив групи Лоша копија, односно Bad Copy. Тимбе је касније у документарном филму о Мики Боју објаснио да се у то време оригинална матрица могла снимити само код неких рокера, а и да је то било лошег квалитета, па су се зато њих двојица одучила за стране матрице. Прва снимљена песма је била Домаћине забаци, а снимљена је преко матрице Coolio-вог Gangstas' paradise. Тимбе је под уметничким именом Ол форти на том албуму као гостујући уметник учествовао у песми Bad Copy ride.
Мики Бој је на своје служење војног рока отишао 14. децембра 1998. у Плав у Црној Гори. Током служења је повредио раме, због чега се почетком 1999. вратио у Београд да га залечи, али је у међувремену 24. марта започело НАТО бомбардовање СРЈ, па је био позван да се врати назад у Плав где ће му бити одређен ратни распоред. Под неразјашњеним околностима је погинуо 15. априла 1999. са непуне 22 године. Званична верзија која је саопштена његовој породици је да је он извршио самоубиство, међутим његова мајка сумња у то, пошто је пре тог саопштења једна њена пријатељица видела Микијеву умрлицу у Црној Гори, и јавила јој је да ће као узрок смрти бити речено да је самоубиство, како би се сакрило то да војска гине. Након тога Ајс прави дужу паузу у музици.

### Обнова групе и необјављени албум
Тимбе и Ајс су и даље наставили да се друже, и у Дому омладине су често ишли на хипхоп журке. На једној од њих су се упознали и са Ђорђем Миљеновићем, који је тада имао свој бенд Јумба Департмент, у коме су поред њега били и његова два друга са Дорћола. Независно и не знајући једни за друге су снимали песме у сличном концепту, пошто су обе групе сматрале да хипхоп не треба нужно да буде у гангстерском стилу. Ђорђе је у Бед Копи по свом сећању ушао око 1998/99, а уметничко име Скај Виклер му је дао Ајс. У Јумба Департменту је Ђорђе наступао као Скајвокер, а када је дошао у Бед Копи Ајс му је рекао да он није Скајвокер, него Скај Виклер, па му је то остало као име у групи, а касније и на соло пројектима.
Пре албума Све сами хедови су током 2002 за Bassivity требали да сниме албум, али се њихова сарадња прекинула. Песме које су снимљене у том периоду нису званично објављене, али су завршиле на интернету. Неке од тих песама су:
- Све што ми треба
- Прави репер
- Муда, шљаке, талови
- Сви шмрчу ујдо (са Ђусом)
- Моја бивша пичка
- Синоћ у клозету
- Е до курца баш
- Ми јебемо

Ајс Нигрутин је ту у пар песама користио и своје старо уметничко име Ајс Нига Дез, да би након тога и званично постао Ајс Нигрутин.

### Све сами хедови
Након Ајс Нигрутиновог првог соло албума Нигрутински речено — Штрокави мозак (2002) група издаје свој први албум Све сами хедови 2003. године за издавачку кућу One Records. Вероватно најпознатије песме са албума су Порнићари стари, Уно дуе тре и Можеш ти то која је снимљена са групом Бичарке на трави. За Уно, дуе, тре и Можеш ти то су са Ђолођолом из Београдског синдиката урадили и прве спотове у историји групе. Уно, дуе, тре је сниман у Будви, док спот за Можеш ти то није пуштан на ТВ-у и због текста, и због приказивања сексуалних сцена са барбикама.
Током овог периода је 4. децембра 2004. одржан и велики концерт у СКЦ-у, у коме су наступали са Прти Бее Гее-ом, Blind Business, Who See клапом, и другима. Свој део концерта су Скај, Ајс и Тимбе отворили обучени у велике костиме џоинта. Поред песама са новог албума, изводили су и неке песме са Нигрутиновог албума из 2002, а касније су заједно са Прти Бее Геом изводили и песме са албума Све саме барабе.
На њиховом првом концерту 2003. у СКЦ-у су уз песму Сарма спремна на бини јели сарме за столом, а делили су их и публици.
Наступали су и у Нишу током тог периода. Два пута су у биоскопу на Чегру били предгрупа Београдском синдикату, а 26. новембра 2004. су код Медицинског факултета наступали без Скај Виклера. У интервјуу за локалну нишку ТВ Банкер пред концерт је Ајс Нигрутин рекао да су до тада њихови концерти у Нишу били солидно посећени, али да је већина ишла на Београдски синдикат. Додао је и да су њихови спотови углавном били пуштани на београдским ТВ станицама, попут ТВ Метрополис, Студио Б, и Б92, а да су су планирали да нешто однесу и на ТВ Палма.

### Соло албуми
Након тога Тимбе и Скај Виклер издају и своје прве соло албуме, Тимбетова земља и Зашто брате Виклер? 2004. године. Исте године група учествује на албуму супергрупе 43зла под називом Све саме барабе заједно са групом Прти Бее Гее и Бваном. Наредне 2005. године Ајс Нигрутин издаје свој други соло албум под називом Штрокави пазух, док Скај Виклер заједно са Хорнсмен Којотом из групе Ајзберн и француским реге музичарем Кинг Кајлом издаје албум Shappa. Група објављује свој други студијски албум Најгори до сада 2006. године. Исте године Скај Виклер издаје соло албум Загађење у Јапану, а у децембру 2007. године албум Ортаци не знају. Године 2008. група се распада и чланови се посвећују раду на самосталним пројектима. Тимбе издаје свој други соло албум 2009. године Празник за уши, а Скај Вилкер албуме Виршле са сенфом (2008) и Хип Хоп није умро, само мирише тако (2009) након чега се на кратко повукао са сцене због обавеза. Ајс Нигрутин и Скај Виклер су формирали групу Мононуклеозни рођаци и издали албум Приче из хибернације 2011. године, што је уједно и њихово једино издање до данас.

### Најгори до сада (2006)
Децембра 2006. су објавили други албум по реду — Најгори до сада, који је био снимљен у склопу издавачке куће Прохибиција. Са скитовима албум има укупно 22 траке, а кроз албум се спомиње и тематика Великог брата, који се у то време у Србији приказивао на Б92. На албуму су гостовали Шкабо, Едо Мајка и Бвана у песмама Идемо одма, Душманко, и Хеланке беле танге зелене. Скривена песма Порнићари лажни, која представља пародију песме Порнићари стари са претходног албума, је ишла после песме Рефрен јебен. Спотови су снимани за песме 'Идемо одма и Бед копи журка, а поново их је одрадио Ђолођоло.
Између осталих места, албум је промовисан 2. фебруара 2007. у клубу Aquarius у Загребу, и 13. октобра 2007. у клубу код Правног факултета у Нишу.

### VIP Велики брат 2008. и распад групе
У Србији је 1. марта 2008. почело друго VIP издање Великог Брата, у коме је учествовало 12 укућана. Као седми укућанин је представљен "2/3 групе Бед копи", односно Ајс Нигрутин и Скај Виклер. Они су се у почетку такмичили као једна особа, што је продукција на свом сајту у шали приказала на сликама свих укућана, где је на петом месту приказана слика којој је једна половина лица био Ајс, а друга Скај Виклер. Шоу је трајао месец дана и главна награда је била 50.000€. Првобитно су се такмичили за награду заједно, што је подразумевало да су номиновани за избацивање из куће заједно, као и да би у случају победе делили награду. Касније их је продукција серијала раздвојила, те су се такмичили независно, на њихово негодовање. Прво је избачен Скај Виклер, а затим Ајс Нигрутин, који је последњи избачен из куће, те је и њему измакла награда.
Током боравка су њих двојица имали и један freestyle наступ,, смишлали су сопствене народне изреке,, а током једног задатка су Ајс Нигрутину дали да чува и играчку бебу. Продукција их је пред крај издања крајем марта и раздвојила, па су се такмичили као засебни такмичари. Након тога је Ајс Нигрутин по неким анкетама био главни фаворит да победи, али је на крају освојио друго место. Победник тог издања Великог брата је била Мирјана „Мими” Ђуровић.
После њиховог гостовања група се распала, а чланови су наставили соло каријеру. Опроштајни концерт су одржали 6. јуна 2008. у Београду, док је њихов последњи заједнички наступ као група био 10. јула 2008. на Егзиту. У медијима је било спекулација да се група распада због свађе Ајса и Виклера, али су обојица то оштро демантовали. Нигрутин је за Блиц рекао да је разлог распада то што је Виклер добио понуде из иностранства, и да је требало да оде у Лондон или Њујорк, и да се ништа страшно није десило упркос причама. И Ајс и Тимбе су рекли да ће наставити да заједно наступају, али никада званично као Бед копи. Тимбе је такође тада додао да неће прекидати сарадњу са Скајем, али да она неће бити толико активна. Рекао је и да му је жао што се група разилази, али и да је донекле дошло до засићења, и да би било форсирање да група остане заједно.

### Међупериод
Након распада групе су 28. децембра 2008. Ајс Нигрутин и Скај Виклер гостовали у другој епизоди прве сезоне Фајронт републике Зорана Кесића на тадашњем ТВ Фокс.

### Обнова групе иКригле
Група Бед копи се обнавља 2012. године, те издаје албум Кригле (2013). Дана 30. августа 2012. године су учествовали на хипхоп фестивалу „Сви као један”, на ком су певали и песме са новог албума. За песме Еси ми добар и Љубав или пиво су урађени и спотови. Закључно са 13. децембром 2022. спот за песму Еси ми добар има највише прегледа на Јутјубу од свих песама на албуму, а и уопштено за групу.
Током 2013. и 2014. су снимали и рекламе за Теленор.

### Синглови (2019—)
Од албума Кригле нису објавили нови албум, али су снимили три сингла уз спотове. Песма Празан диско уз пратећи спот је објављена 27. маја 2019,, Гиздаве гаћице 18. октобра 2019, док је Лубрификуј ми пишурка објављена две године касније, 7. маја 2021. У задњој од тих песама је у позадини као глас са радија учествовао и Дарко Митровић, бивши водитељ Менталног разгибавања. После изласка песме Гиздаве гаћице Тимбе је рекао да група не жели да даје датум објаве новог албума, и да ће он изаћи када буде готов.

## Дискографија

### Студијски албуми
- Орбод мебеј (1996)
- Све сами хедови (2003)
- Најгори до сада (2006)
- Кригле (2013)[35]

### Спотови
У неколико спотова је режисер био Ђолођоло из Београдског синдиката.
- Строка
- Кућни ред
- Дјузгам
- Душманка
- Јеби се у главу
- Идемо одма
- Журка
- Уно, дуе, тре
- Можеш ти то
- Весели другари са Прти Бее Гее-ом
- Еси ми добар